# Mediodactylus narynensis
Mediodactylus narynensis là một loài thằn lằn trong họ Gekkonidae. Loài này được Jerjomtschenko, Zarinenko & Panfilow miêu tả khoa học đầu tiên năm 1999.